# Paul Theodorescu
Paul Teodorescu (numele cu care a ales să-și semneze opera științifică) sau Pavel Teodorescu (în actele civile) (n. 28 iunie 1888, Bacău – d. 17 ianuarie 1981, Mănăstirea Dintr-un Lemn, județul Vâlcea) a fost un general român, membru corespondent (1938) al Academiei Române.

## Biografie
Paul Theodorescu s-a născut la 28 iunie 1888, în familia unui ofițer din Bacău care luptase în Războiul de Independență de la 1877. Mama lui era de viță nobilă, descendentă a familiilor Sturdza (după tată) și Rosetti (după mamă). Paul Theodorescu a fost închis la penitenciar în perioada 1949 - 1954, după ce a fost condamnat de două ori în 1949 și 1951.
Grade: sublocotenent - 01.07.1908, locotenent - 01.10.1911, căpitan - 01.04.1916, maior - 01.09.1917, locotenent-colonel - 23.05.1923, colonel - 10.05.1929, general de brigadă - 01.02.1937, general de divizie - 08.06.1940.
Colonelul adjutant Paul Teodorescu a fost comandant al Academiei Militare din București (1936-1937).
A fost membru corespondent al Academiei Române (din 1938). 
De asemenea, a fost membru corespondent al Academiei de Științe din România începând cu 21 decembrie 1935 și membru titular începând cu 20 decembrie 1936.
A fost înaintat la gradul de general de divizie cu începere de la data de 8 iunie 1940.

## Funcții politice
Generalul Paul Teodorescu a deținut următoarele funcții politice:
- Subsecretar de Stat la Ministerul Apărării Naționale în guvernul Gheorghe Tătărescu 17.11.1937 - 28.12.1937
- Subsecretar de Stat la Ministerul Apărării Naționale în guvernul Octavian Goga 28.12.1937 - 10.02.1938
- Subsecretar de Stat la Ministerul Apărării Naționale în guvernul Patriarhului Miron Cristea 10.02.1938 - 30.03.1938
- Ministrul Aerului, Marină în guvernul Patriarhului Miron Cristea 30.03.1938 - 01.02.1939
- Ministrul Aerului, Marină în guvernul Patriarhului Miron Cristea 01.02.1939 - 28.09.1939
- Ministrul Aerului, Marină în guvernul Constantin Argetoianu 28.09.1939 - 23.11.1939
- Ministrul Aerului, Marină în guvernul Gheorghe Tătărescu 24.11.1939 - 11.05.1940
- Atașat militar la Lisabona, Madrid și Londra.
- Posesor al brevetului nr. 50 de ascensiune pe Mont Blanc.
- Absolvent al Școlii Speciale Militare de la Saint-Cyr, unde a fost coleg cu Charles De Gaulle.
- Membru al Legiunii de onoare.

## Sfârșitul vieții
Deposedat de regimul comunist de casa din cartierul Domenii, după o decadă de muncă silnică la Canal, a trăit până spre sfârșitul anilor '60 într-un subsol, ajutat de familie și de pensia fostei sale guvernante.
Pregătindu-și în 1968 vizita în România, Președintele De Gaulle a cerut să-și vadă fostul coleg. 
În câteva zile regimul i-a repartizat Generalului Teodorescu un apartament în Drumul Taberei și i-a instituit o pensie.
Și-a petrecut ultima parte a vieții voiajând foarte mult prin țară, odihnindu-se la Mânăstirea Dintr-un Lemn unde și-a pregătit singur mormântul, și planificând un doctorat în istorie la Universitatea din București. Nu a mai avut timp să-și pună planul în aplicare.
Medalia Legiunii de Onoare, dispărută o dată cu confiscarea casei, nu a fost regăsită.
Fostul lui conac de la Joița este o ruină.